# Raphaël Poirée
Raphaël Poirée (n. 9 august 1974, Rives, Rhône-Alpes, Franța) este un biatlonist francez, medaliat olimpic. A participat la 3 ediții ale Jocurilor Olimpice (1998, 2002, 2006) în care a câștigat o medalie de argint și două medalii de bronz.